# Nereis vexillosa
Nereis vexillosa (лат.) — вид морских многощетинковых червей из семейства Nephtyidae.

## Описание
Тело обычно переливается зелёным цветом и может достигать 30 см в длину. Вид можно отличить по размеру верхних «язычков» на нотоподиях задней части тела — они намного крупнее невроподий. Вид также не имеет воротникообразной структуры вокруг перистомиума.

## Распространение
Тихий океан от побережий Дальнего Востока России до западной части Северной Америки на юг до Санта-Барбары, Калифорния. Также встречается в Южной Африке.

## Места обитания
Песок или камни в приливно-отливных и мелководных морских водах.

## Поведение
Nereis vexillosa часто встречается в норах в песке или вместе с мидиями и морскими желудями. Хотя у него есть выдвижной хоботок, который он использует для захвата добычи, N. vexillosa также питается водорослями, которые он прикрепляет к отверстию своей норы. Водоросли также служат для регулирования температуры, влажности и солености во время отлива.

## Размножение
С наступлением половой зрелости N. vexillosa трансформируется в эпитокию. Это плавающая стадия развития, предназначенная для размножения. Эпитокии покидают свои норы и входят в толщу воды нерестовыми стаями. После нереста они погибают.

## Значение
Nereis vexillosa является важным объектом питания для птиц, добывающих пропитание в приливной зоне.